# (2773) Brooks
(2773) Brooks (1981 JZ2; 1929 VO; 1975 VS2; 1982 SH) ist ein ungefähr zehn Kilometer großer Asteroid des inneren Hauptgürtels, der am 6. Mai 1981 von der US-amerikanischen Astronomin Carolyn Shoemaker auf Aufnahmen der US-amerikanischen Astronomen Eleanor Helin und Schelte John Bus am Palomar-Observatorium etwa 80 Kilometer nordöstlich von San Diego, Kalifornien (IAU-Code 675) entdeckt wurde.

## Benennung
(2773) Brooks wurde nach dem englisch-US-amerikanischen Astronomen William Robert Brooks (1844–1921) benannt. Nachdem er 1881 erstmals einen Kometen (72P/Denning-Fujikawa) entdeckt hatte, entdeckte er in den darauffolgenden 28 Jahren 20 Kometen. 1900 wurde er Professor für Astronomie an der Hobart and William Smith Colleges in Geneva, New York.